# 1.º Distrito Congressional da Califórnia
O 1.º Distrito Congressional da Califórnia é um dos 52 distritos do estado na Câmara dos Representantes dos Estados Unidos. Abrange a parte nordeste do estado.
Nas eleições de 2024, o republicano Doug LaMalfa venceu a democrata Rose Yee com 65,3% dos votos.